# Deutsche Poolbillard-Meisterschaft 2005 (Senioren)
Die Deutsche Poolbillard-Meisterschaft 2005 war die 21. Austragung zur Ermittlung der nationalen Meistertitel der Senioren in der Billardvariante Poolbillard. Sie wurde im Rahmen der Deutschen Billard-Meisterschaft in der Wandelhalle in Bad Wildungen ausgetragen.
Es wurden die Deutschen Meister in den Disziplinen 14/1 endlos, 8-Ball, 9-Ball und 8-Ball-Pokal ermittelt.

## Medaillengewinner
| Disziplin    | Gold                              | Silber                                  | Bronze                            | Bronze                              |
| ------------ | --------------------------------- | --------------------------------------- | --------------------------------- | ----------------------------------- |
| 14/1 endlos  | Jürgen Baumgärtner (BV Pforzheim) | Holger Gries (1. PBC Fulda)             | Ronnie Hager (PBC Schipkau)       | Michael Reimer (1. PBC Kreuzberg)   |
| 8-Ball       | Olaf Köster (BC Queue Hamburg)    | Wolfgang Siethoff (PBC Fortuna Bexbach) | Ronnie Hager (PBC Schipkau)       | Thomas Damm (1. PBC Gera)           |
| 9-Ball       | Günter Geisen (BC Oberhausen)     | Thomas Schröder (BV Grafschafter Moers) | Ralf Waschkewitz (BC Oberhausen)  | Jürgen Baumgärtner (BV Pforzheim)   |
| 8-Ball-Pokal | Holger Gries (1. PBC Fulda)       | Günter Geisen (BC Oberhausen)           | Jürgen Baumgärtner (BV Pforzheim) | Jusuf Kavi (1. PBC Hot Shots Essen) |

## Modus
Die 32 Spieler, die sich über die Landesmeisterschaften der Billard-Landesverbände qualifiziert haben, spielten zunächst im Doppel-KO-System. Ab dem Viertelfinale wurde im KO-System gespielt.

## Wettbewerbe
Aus Gründen der Übersichtlichkeit werden im Folgenden jeweils nur die 16 bestplatzierten Spieler notiert.

### 14/1 endlos
| Platz | Spieler            | Verein              |
| ----- | ------------------ | ------------------- |
| 1     | Jürgen Baumgärtner | BV Pforzheim        |
| 2     | Holger Gries       | 1. PBC Fulda        |
| 3     | Ronnie Hager       | PBC Schipkau        |
| 3     | Michael Reimer     | 1. PBC Kreuzberg    |
| 5     | Thomas Schröder    | BC Oberhausen       |
| 5     | Santo Lia          | PBC Köln-Süd        |
| 5     | Günter Geisen      | BC Oberhausen       |
| 5     | Alexander Hoffmann | 1. PBC Kreuzberg    |
| 9     | Uwe Heiligenhaus   | Joker Kamp-Lintfort |
| 9     | Thomas Damm        | 1. PBC Gera         |
| 9     | Ralf Waschkewitz   | BC Oberhausen       |
| 9     | Albert Leibenguth  | BC Sindelfingen     |
| 13    | Eugen Rosenau      | BC Feuersee         |
| 13    | Wolfgang Siethoff  | PBC Fortuna Bexbach |
| 13    | Edgar Beres        | PBC Schwerte 87     |
| 13    | Marinko Grgic      | PBC Augsburg        |

### 8-Ball
| Platz | Spieler             | Verein                |
| ----- | ------------------- | --------------------- |
| 1     | Olaf Köster         | BC Queue Hamburg      |
| 2     | Wolfgang Siethoff   | PBC Fortuna Bexbach   |
| 3     | Ronnie Hager        | PBC Schipkau          |
| 3     | Thomas Damm         | 1. PBC Gera           |
| 5     | Marinko Grgic       | PBC Augsburg          |
| 5     | Ralf Waschkewitz    | BC Oberhausen         |
| 5     | Willi Ludwig        | BC Sindelfingen       |
| 5     | Jürgen Baumgärtner  | BV Pforzheim          |
| 9     | Dirk van den Dungen | PBSC Michelstadt      |
| 9     | Michael Reimer      | 1. PBC Kreuzberg      |
| 9     | Günter Geisen       | BC Oberhausen         |
| 9     | Raik Ernst          | 1. PBC Eisleben       |
| 13    | Thomas Schröder     | BV Grafschafter Moers |
| 13    | Hans-Jörg Müller    | 1. PBC Sonthofen      |
| 13    | Rudi Zick           | PBC Düren-Nord        |
| 13    | Werner Kahl         | 1. PBC Joker Geldern  |

### 9-Ball
| Platz | Spieler            | Verein                |
| ----- | ------------------ | --------------------- |
| 1     | Günter Geisen      | BC Oberhausen         |
| 2     | Thomas Schröder    | BV Grafschafter Moers |
| 3     | Ralf Waschkewitz   | BC Oberhausen         |
| 3     | Jürgen Baumgärtner | BV Pforzheim          |
| 5     | Erwin Hartl        | SP Regensburg         |
| 5     | Hans-Peter Stöckle | PBC Joker Altstadt    |
| 5     | Thomas Damm        | 1. PBC Gera           |
| 5     | Holger Gries       | 1. PBC Fulda          |
| 9     | Ronnie Hager       | PBC Schipkau          |
| 9     | Willi Ludwig       | BC Sindelfingen       |
| 9     | Mohsein Saadawy    | BC Phönix             |
| 9     | Alexander Hoffmann | 1. PBC Kreuzberg      |
| 13    | Uwe Heiligenhaus   | Joker Kamp-Lintfort   |
| 13    | Michael Reimer     | 1. PBC Kreuzberg      |
| 13    | Wolfram Langkau    | 1. PBC Karben         |
| 13    | Matthias Wolf      | BSF Kurpfalz          |